# Piz Lischana
De Piz Lischana is een 3105 meter hoge berg in de Sesvennagroep in het Zwitserse kanton Graubünden.
De berg is in vergelijking tot andere bergtoppen van deze hoogte makkelijk te bereiken. De makkelijkste route loopt vanaf Scuol, aan de andere zijde van de Inn, via San-Jon (1420 meter) en de Lischanahütte (Retoromaans: Chamanna Lischana, 2500 meter) naar de top.